# Ревельская губернская гимназия
Ревельская губернская гимназия — образовательное учреждение, располагавшееся в Ревеле. Являлось старейшей гимназией в Российской империи.

## Предыстория
В 1631 году по повелению шведского короля Густава Адольфа в Ревеле, в помещениях, принадлежавших женскому монастырю Святого Михаэля, была открыта четырёхклассная гимназия. первоначально в ней было четыре «профессора» и двое «коллег» — преподавателей младших классов. Ректор избирался из числа профессоров и первым стал Сигизмунд Эвениус, бывший ректор Магдебургской гимназии. В 1651 году гимназия получила название: Шведская королевская гимназия. Переводные испытания в гимназии проводились перед Пасхой.
После того, как в 1710 году Ревель стал российским, гимназия продолжала существование. Хотя в это время из преподавателей остался только один — ректор гимназии Иоганн Рудольф Брем, который и занимался всеми предметами с тремя уцелевшими учениками. В двух старших классах стал преподаваться русский язык. Только спустя 17 лет гимназия восстановила полный комплект классов и преподавателей. А ещё спустя три года умер, руководивший гимназией 47 лет, Иоганн Брем. С 1725 года гимназия стала называлась Городской, а через несколько десятилетий — Императорской Академической гимназией. Первым, русским по происхождению, преподавателем гимназии стал в 1785 году прапорщик Шелаванов. Но языком преподавания в гимназии оставался латинский язык, что ограничивало число учащихся. К 1742 году было построено новое здание гимназии. В 1745 году был открыт пятый, приготовительный класс. К середине 1770-х годов штат преподавателей увеличился до 8—10 человек.
После открытия Дерптского университета, учреждённая при нём училищная комиссия в 1804 году провела ревизию гимназии. С этого момента Педагогический совет гимназии более не подчинялся городской коллегии, а Дерптской училищной комиссии.

## История
В 1805 году вместе с новыми правилами появилось новое название: Ревельская губернская гимназия. В состав новой гимназии вошли прежние три старших класса; два младших были выведены в уездное училище. Директором был назначен Тидебёль, которого в 1819 году сменил барон Штакельберг. В 1820 году гимназия вновь получила «пять классов с годичным курсом». Кроме директора по штату полагалось 7 преподавателей старших классов (Oberlehrer) и пять учителей наук низших классов (wissenschaftliche Lehrer). Математику в 1821—1835 годах преподавал Карл Генрих Купер.
С 1820 по 1843 год существовала двенадцатибальная система отметок. В 1834 году была введена форменная одежда учеников. В 1843 году, 20 ноября, состоялось торжественное освящение нового здания гимназии. 
Первоначально, уроки Закона Божьего были обязательны только для учеников-лютеран; первый православный законоучитель, протоиерей Пенинский, появился в 1835 году. Древние языки долгое время (1837—1857 гг.) преподавал Ф. И. Видеман.
В 1834 году директором стал барон Росильон. В 1849 года его сменил Г. Л. Гальнбек, местный уроженец, получивший образование в Дерптском и Йенском университетах. Он руководил гимназией 29 лет. При нём русский язык и словесность преподавали А. К. Серно-Соловьевич (в 1848—1857 гг.) и  Н. П. Гамбурцов (в 1857—1865 гг.).
В 1861 году, с открытием ещё двух классов, главным иностранным языком стал греческий, т.е. гимназия стала классической, хотя короткое время существовали два класса реального отделения, где преподавались английский и французский языки, коммерческая география и бухгалтерия.
С 1878 по 1880 годы директором был фон Паукер, в 1880—1890 гг. — Александр Фридрихович Бертинг.
Высочайшим указом от 13 августа 1890 года гимназия стала называться: Гимназия императора Николая I. Был открыт VIII класс, увеличена ученическая библиотека на русском языке и было выстроено специальное здание для фундаментальной библиотеки, число томов которой превысило 14 тысяч. При гимназии был открыт пансион — для желающих практически совершенствоваться в русском языке. с 1 января 1891 года директором был назначен русский по происхождению Григорий Андреевич Янчевецкий, а инспектором — Григорий Львович Буковицкий, который с 1 августа 1902 года сменил Янчевецкого — до 1908 года. Число учеников стало быстро увеличиваться: если в 1840 году было 100 учеников, в 1860 — 210, в 1880 — 301, в 1900 — 370, в 1910 — 580.
С 1 ноября 1908 года директором был Иван Михайлович Голлан; с ним гимназия была эвакуирована в Лукоянов.
Выпускники Ревельской гимназии
1806
- Фёдор Рерберг

1826
- Павел Беккер

1830
- Василий Беккер

1842
- Юлиус Иверсен
- Освальд Шмидт

1849
- Фридрих Шмидт

1860
- Эдмунд Руссов

1864
- Николай Лайминг

1865
- Николай Андерсон

1868
- Оттон Бенеке

1872
- Оттон Эйхельман

1876
- Гавриил Танфильев

1877
- Николай Прохоров

1878
- Рейнгольд Зееберг

1883
- Оскар Зееберг
- Алексей Харузин

1912
- Артур Луха

1913
- Адо Андеркопп

1916
- Пауль Орас